# 福岡県立稲築志耕館高等学校
福岡県立稲築志耕館高等学校（ふくおかけんりつ いなつきしこうかんこうとうがっこう）は、福岡県嘉麻市岩崎にある公立高等学校。
1997年に福岡県内で最初に総合学科を導入した。校名の「志耕館」は当時の在校生が決めたものであるが、地元からは現在でも旧校名の通称である「稲高」（いなこう）の名で親しまれている。

## 沿革

### 旧制実業学校時代
- 1923年 - 嘉穂郡稲築村に稲築村立実業補習学校として設置
- 1941年 - 稲築町立稲築高等実業女学校と改称[1]

### 新制高校移行後
- 1948年 - 学制改革により全日制課程普通科を設置した福岡県嘉穂郡稲築町立稲築高等学校となる。又、11月には定時制課程を併置する
- 1949年 - 学区制（小学区制）を導入。5月1日、町立稲築高校は県立へ移管、福岡県立稲築高等学校となる
- 1965年 - 定時制課程閉鎖
- 1971年 - 小学区制における最後の入試
- 1972年 - 中学区制導入。これにより稲築高校は福岡県立高校普通科第14学区に属することとなり、嘉飯山地区全域からの受験が可能となる
- 1988年 - 制服を学ラン・セーラー服からブレザーへ変更
- 1997年 - 校舎移転。それと同時に福岡県下で初めての総合学科を導入し、現校名である福岡県立稲築志耕館高等学校に改称

## 校風
小学区制時代は国公立大学や難関私立大学への合格者を数多く輩出した進学校であったが、中学区制導入の影響を受け進学率も低下。それに加え、1988年度（昭和63年度）より筑豊地区で最初に導入されたブレザー制服は当時様々な問題を起こしていた管理教育の象徴として生徒には不評であった。しかし、1990年（平成2年）、学区トップ校かつ筑豊地区最難関の福岡県立嘉穂高等学校が理数科新設に伴い普通科の募集定員を減らした為にそのしわ寄せが学区二番手である福岡県立嘉穂東高等学校どころか本校にまで来てしまった結果、競争倍率および難易度が上昇した。更には1991年（平成3年）、嘉穂東高校も普通科英語コースの新設によって一般普通科の募集定員を減らしたこともあり、現在では嘉穂東高校との差がかなり縮まった。なお、稲築高校時代の1986年（昭和61年）には脳性麻痺の志願者に対して全国的にも稀な口述試験を実施し、その生徒も合格した。

## 高校コードについて
本校の高校コード番号は40185である。書類によっては5桁の数字の後にアルファベットが付いていたり、福岡県の都道府県番号である「40」と下3桁の数字（国立は001～、国立高専は091～、公立は101～、公立盲・聾・養護学校の高等部は441～、公立高専は491～、私立は501～から始まる。尚、閉校等は999）との間をハイフンで結んでいるケースも見受けられるが、コード番号自体は全く同じである。

## 設置課程
全日制課程
- 総合学科

## 受験可能エリアの推移
自治体名は当時のものとする

### 小学区制時代（1949年～1971年）
固定区
- 稲築町
  - 普通科志願者は稲築高校のみ受験可能

自由区（普通科志願者は嘉穂高校又は嘉穂東高校との選択が可能）
- 桂川町
- 穂波村（1957年11月3日に町制施行、穂波町となる）
- 飯塚市の内、飯塚第二中学校と菰田中学校の校区
  - 桂川町は上記2高校に加え福岡県立山田高等学校との選択も可能だった。

### 中学区制時代（1972年以降、稲築高校の場合は1996年まで）
- 嘉飯山地区全域

### 総合学科導入後（1997年以降）
- 福岡県内全域

## 著名な卒業生
- 加納歌佳（演歌歌手、ラジオパーソナリティ）
- 山村陽一（本校野球部で投手として活躍、1976年のドラフト会議で当時の大洋ホエールズから3位指名を受けるも入団拒否）
- 大村浩次（アパマンショップホールディングス代表取締役社長）

## 交通アクセス
最寄りの鉄道駅
- JR九州 後藤寺線「下鴨生駅」下車徒歩約40分

最寄りのバス停
- 嘉麻市バス「志耕館高校」下車すぐ
- 西鉄バス筑豊
  - 「稲築支所」バス停下車徒歩5分
  - 「岩崎橋」バス停下車徒歩5分

最寄りの道路
- 国道211号
- 福岡県道444号豆田稲築線